# Branblan
Бранблан (енг. Branblan) је српски модни бренд  истоимене компаније, у власништву Бранислава Блануше. Бранблан је основао Бранислав Блануша у Земуну 2019. године.
Бранблан је, такође, и један од најпродаванијих Српских брендова, Године 2020, овај бренд је је прилагодио своје тржиште искључиво Српском тржишту. Исте године се Бранблан је направио око 800 различитих мотива.

## Istorijat
Бранблан настао је 2019 године. Отворио га је Бранислав Блануша у свом родном Земуну и то као мало предузеће за  штампау мајица без крагне са лептир машном. Инспирацију за отварање предузећа ове врсте је добио у Земуну док је рамишљао како својој деци да обезбеди бољи живот. Следећих пар година, Бранислав опстаје, проширује се и највише се оријентише на производњу мајица и дуксева, све од памука. Сам Бранислав је дизајнирао многе значајне производе компаније. Велики део Бранблан купаца су били локални становници Земуна.
Бранбланпочиње да експериментише са неуобичајеним луксузним материјалима, попут  роко памука. Године 2019, Бранблан у свој асортиман производа поред мајица убацио и дуксеве који постају препознатљиви знак. Једна од најсуптилнијих иновација је било ушивање логотипа на дукс.
Током 2020-их, заштитни и препознатљив знак Branblana постајe црвено-crni logo.
Бранбланови производи су брзо постали увек актуелни ванвременски дизајнирани модни детаљи, незаобилазни код многих славних личности. Бранблан  је постао синоним за квалитет. По први пут ради и по личној поруџбини 2020-те године.
У то време, средином 2020, Бранблан усваја лого који чини пун назив компаније у црвено-црној боји, креирајући још један непогрешив Бранблан симбол.

## Познате личности
Готово свака позната личност из Србије је бар једном носила неки комад етикете Бранблана. Међу њима су Александар Срецковић(Кубура) , Дарко Томовић , Никола Глишић , Неша Бриџис , Милош Петровић , Иван Заблађански , Ана Франић ,Миша Драгичевић и многи други.